# Rio Maracajá
Rio Maracajá är ett vattendrag i Brasilien.   Det ligger i delstaten Mato Grosso, i den centrala delen av landet, 500 km nordväst om huvudstaden Brasília.
Omgivningarna runt Rio Maracajá är huvudsakligen savann. Trakten runt Rio Maracajá är nära nog obefolkad, med mindre än två invånare per kvadratkilometer.